# Los Amates, Tixtla de Guerrero
Los Amates är en ort i Mexiko.   Den ligger i kommunen Tixtla de Guerrero och delstaten Guerrero, i den södra delen av landet, 210 km söder om huvudstaden Mexico City. Los Amates ligger 1 356 meter över havet och antalet invånare är 388.
Terrängen runt Los Amates är huvudsakligen kuperad. Los Amates ligger nere i en dal. Runt Los Amates är det ganska tätbefolkat, med 80 invånare per kvadratkilometer. Närmaste större samhälle är Chilpancingo de los Bravo, 13,5 km väster om Los Amates. I omgivningarna runt Los Amates växer huvudsakligen savannskog.